# Église Saint-Pie-X de Forest
 (août 2025).
Si vous disposez d'ouvrages ou d'articles de référence ou si vous connaissez des sites web de qualité traitant du thème abordé ici, merci de compléter l'article en donnant les références utiles à sa vérifiabilité et en les liant à la section « Notes et références ».
Pour les articles homonymes, voir Église Saint-Pie-X.
L’église Saint-Pie X (en néerlandais : Sint-Pius X-kerk) est un édifice religieux catholique sis au 121 rue Roosendael, dans la partie méridionale de la commune de Forest, à Bruxelles (Belgique). De conception très moderne (XXe siècle) l’église est le lieu de culte de la communauté catholique de la partie méridionale de Forest.

## Histoire
Œuvre des architectes Paul et Marcel Mignot l’église fut construite immédiatement après la conclusion du concile Vatican II : la pierre de fondation, à l’angle de l‘édifice porte le millésime 1967. 
Elle est sans doute la première en Belgique dont l’architecture, et  surtout l’agencement intérieur, sont directement inspirés des demandes faites par le concile dans son souci de réforme liturgique.  Centralité de l’autel et assemblée en semi-circonférence.  Soulignant l’importance de l’écoute de la parole de Dieu l’acoustique y est également particulièrement soignée. 
Faite d’ardoise et de bois l’édifice est conçu comme une tente biblique (ressemblant un peu à une pyramide) remplie de lumière.  

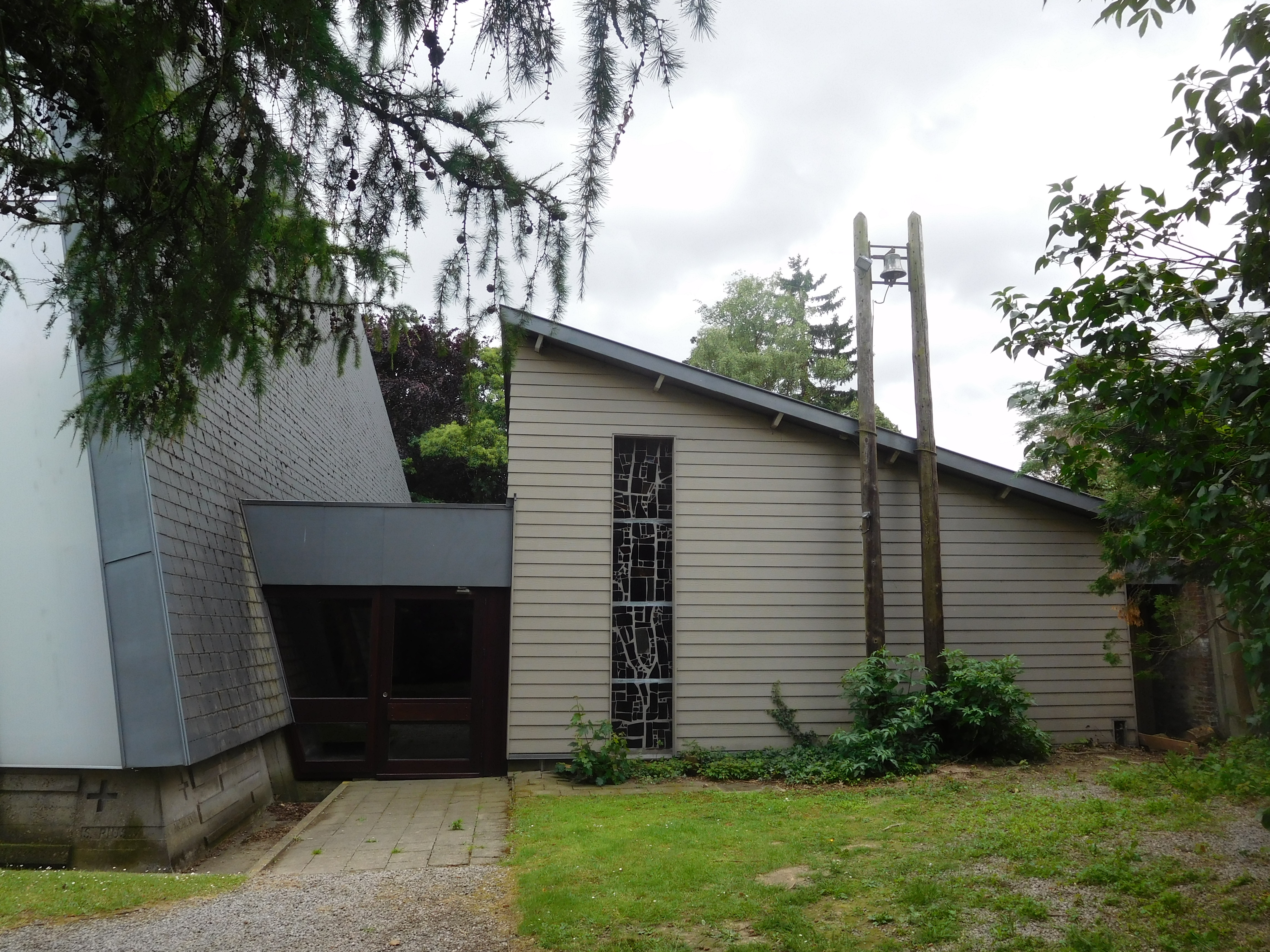
Entrée latérale et sacristie de l'église

Bien que sans clocher l’église n’en possède pas moins une modeste cloche qui surmonte un bâtiment annexe derrière l’édifice.

## Patrimoine
- Les fonts baptismaux ont ceci de particulier qu'une fontaine jaillissant au centre de la vasque alimente en eau vive les fonts baptismaux.
- Les orgues sont de la manufacture de Patrick Colon (Bruxelles).